# Victorius (Band)
Victorius ist eine Power-Metal-Band aus Leipzig.

## Geschichte

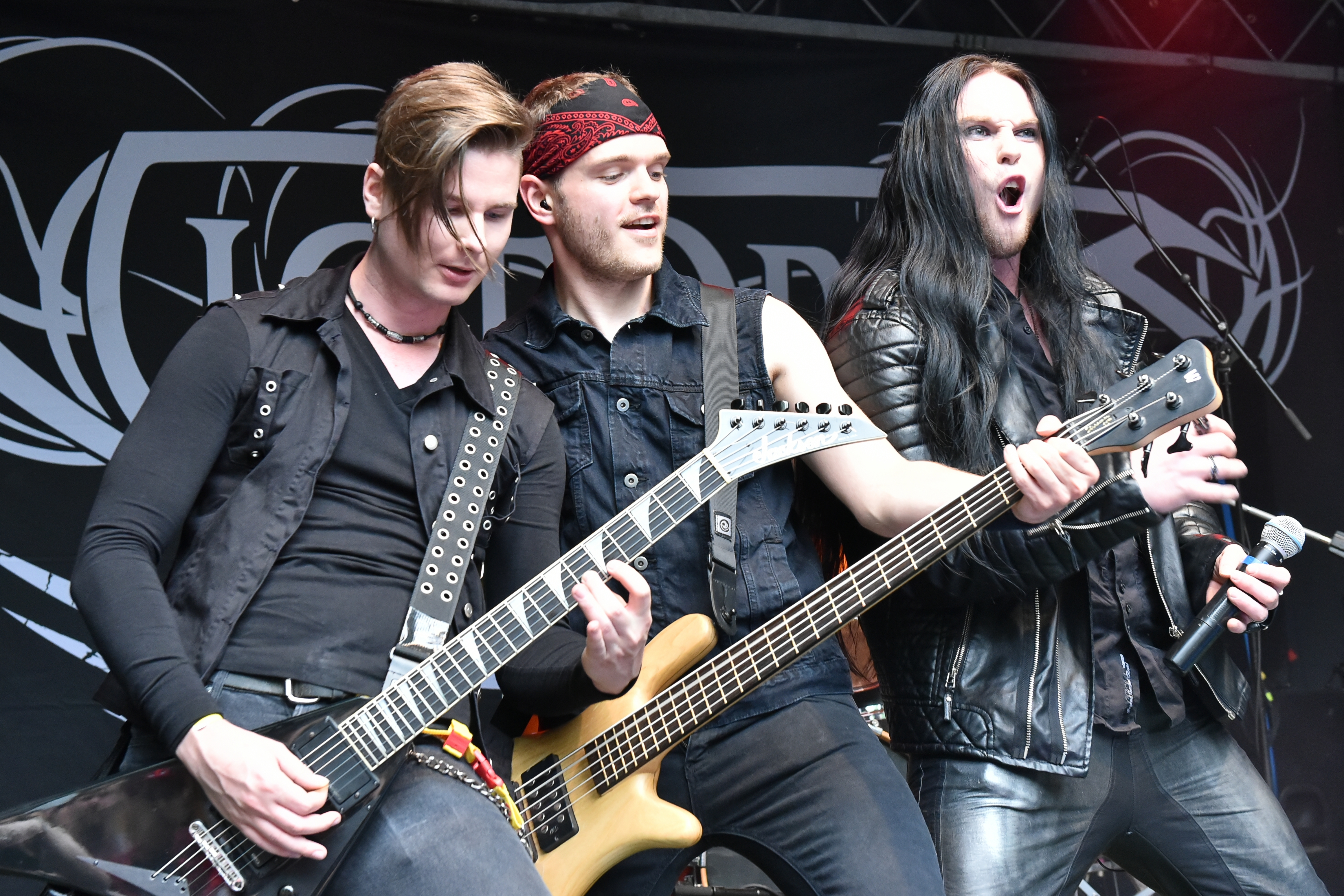
Dirk Scharsich, Andreas Dockhorn und David Baßin

Victorius wurden 2004 gegründet. Die Band veröffentlichte 2008 ein unbetiteltes Demo und 2010 das Album Unleash the Titans jeweils in Eigenproduktion. In dieser Zeit spielte die Band viele Konzerte im deutschen Metal-Underground. Höhepunkt dabei war ein Konzert auf der Hauptbühne des Metalfest Open Air Germany 2010 in Dessau.
Im Jahr 2012 konnte die Band mit der Eigenproduktion des Albums The Awakening die Aufmerksamkeit von Plattenfirmen auf sich ziehen. Es folgten ein Plattenvertrag mit Sonic Attack Records/SPV für den europäischen und nord-amerikanischen Markt, sowie ein Plattenvertrag mit Avalon-Marquee für den japanischen Markt. Das Album wurde daraufhin im Jahr 2013 als CD auf drei Kontinenten veröffentlicht. Neben diversen Clubkonzerten in Deutschland spielte die Band unter anderem auf dem Rockharz Open Air 2013. Anfang 2014 tourte die Band mit Freedom Call in Deutschland, den Niederlanden und der Schweiz.
Noch im Jahr 2014 veröffentlichte die Band das nächste Studioalbum Dreamchaser über die gleichen Plattenfirmen wie beim Vorgängeralbum. Neben einer Veröffentlichung auf CD gab es auch erstmals eine Veröffentlichung auf Schallplatte. Die Band spielte im Zuge der Veröffentlichung Konzerte in Deutschland und Norwegen. Im Folgejahr trat die Band unter anderem auf dem More Than Fest in Banská Bystrica, Slowakei, auf. 2016 spielten Victorius als Vorgruppe der Acapella-Metal-Band Van Canto auf deren Europatour.
Am 13. Januar 2017 erschien das Album Heart of the Phoenix, das über das neue Label Massacre Records veröffentlicht wurde. Im Zuge der anschließenden Releasetour im Vorprogramm der deutschen Heavy-Metal-Band Grave Digger spielte Victorius neben Konzerten in Deutschland und der Schweiz auch erstmals in Österreich.
Bereits im Januar 2018 stellte die Band mit Dinosaur Warfare - Legend of the Power Saurus, eine neue EP vor, die ebenfalls von Massacre Records veröffentlicht wurde. In Japan wurde die CD von Fabtone veröffentlicht. Daraufhin spielte Victorius zahlreiche Headlinershows, die als Tour of the Power Saurus beworben wurden. Die Band spielte erstmals in Japan, Polen, Slowenien, Frankreich, Rumänien, Belgien und Großbritannien. Außerdem war die Band als Support der deutschen Metal-Band Mystic Prophecy in Deutschland, Österreich und der Schweiz auf Tour. 2019 folgt eine Europatour mit der deutschen True-Metal-Band Majesty.
2019 wurde Victorius von Napalm Records unter Vertrag genommen. Das erste Album unter dem Label Napalm Records, Space Ninjas from Hell, erschien im Januar 2020. Im Zuge der Corona-Pandemie mussten sämtliche Konzerte und Tourneen in den Jahren 2020 und 2021 verschoben werden. Im Jahr 2022 kündigte die Band ein neues Album unter dem Label Napalm Records an, das die Konzepte der EP Dinosaur Warfare - Legend of the Power Saurus und des Albums Space Ninjas from Hell zu einem gemeinsamen neuen Konzeptalbum Dinosaur Warfare Pt.2 - The Great Ninja War zusammenführt. Auch konnte 2022 die bereits 2020 geplante Europatournee nachgeholt werden.

## Stil
Victorius spielen Power Metal in deutsch-skandinavischer Ausrichtung. Die Musik der Band ist gitarrenorientiert und zeichnet sich durch die meist hohe Geschwindigkeit und einen modernen Sound aus. Eine maßgebliche Rolle spielt der klare und kraftvolle Gesang des Sängers David Baßin. Von der Fachpresse wurde Victorius als „Dritte Generation Power Metal“ betitelt und wahrgenommen.

## Musiker
Timeline

## Galerie

Victorius, aktuelle Besetzung Live auf dem Metal Frenzy, Gardelegen 2017
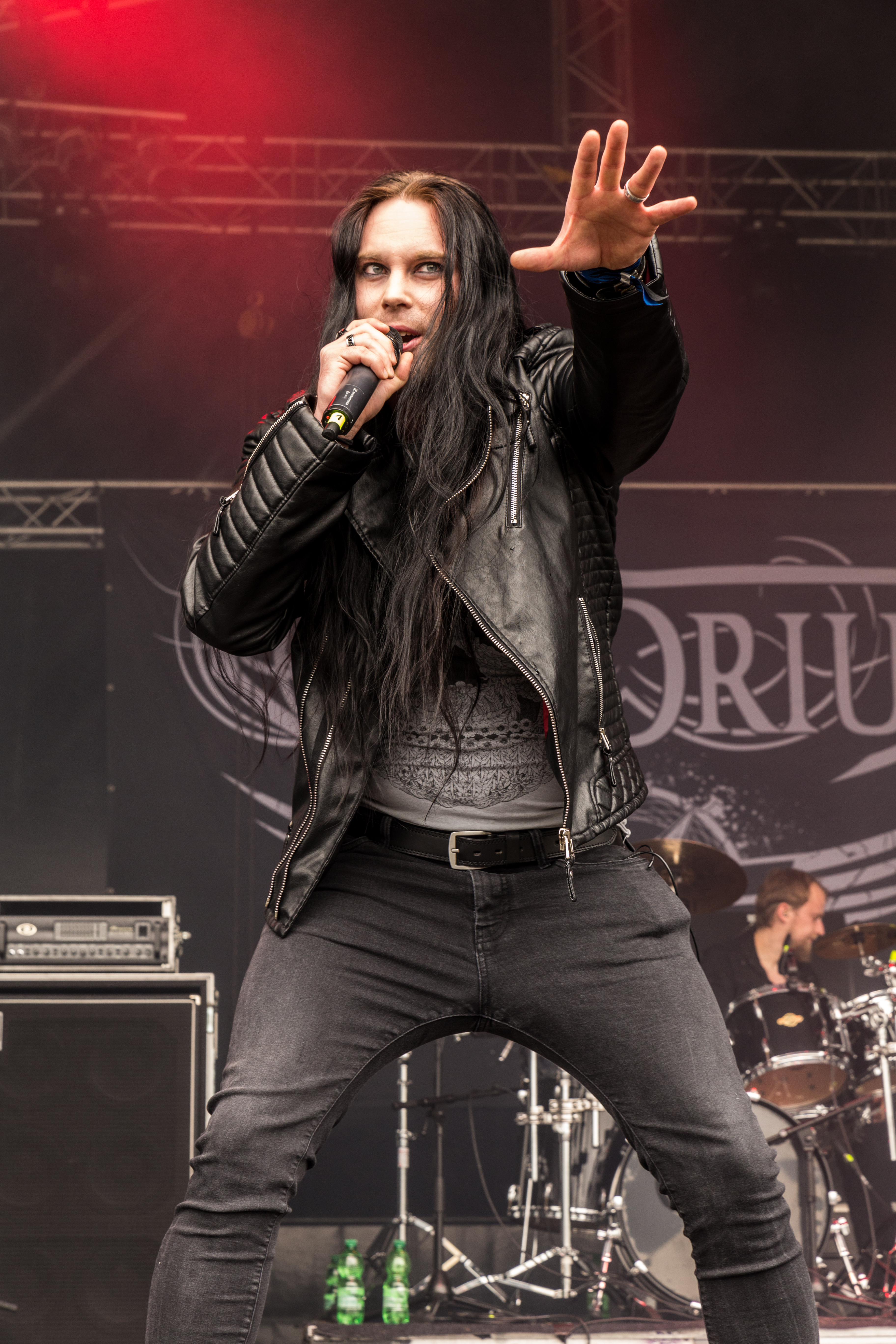
David Baßin
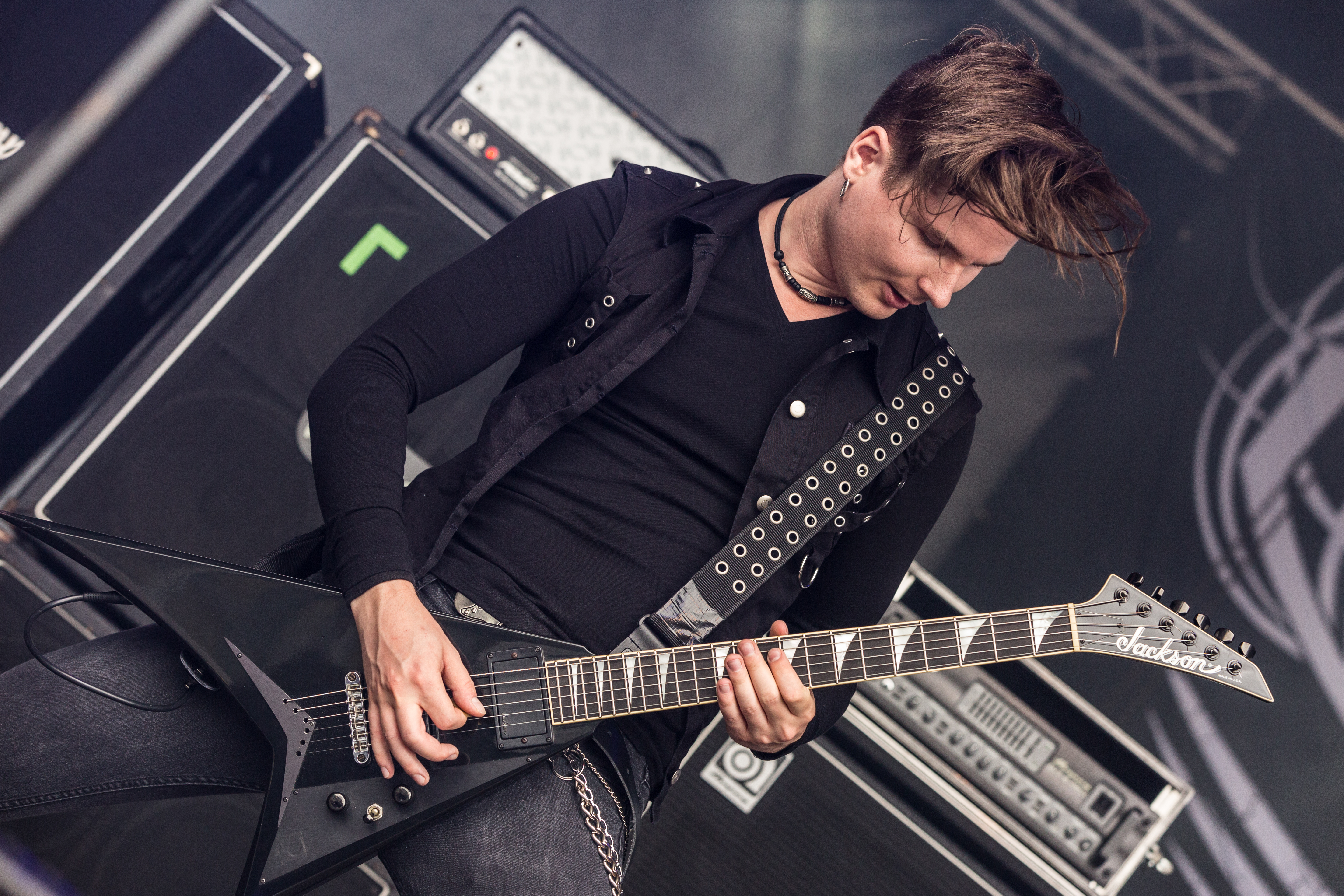
Dirk Scharsich
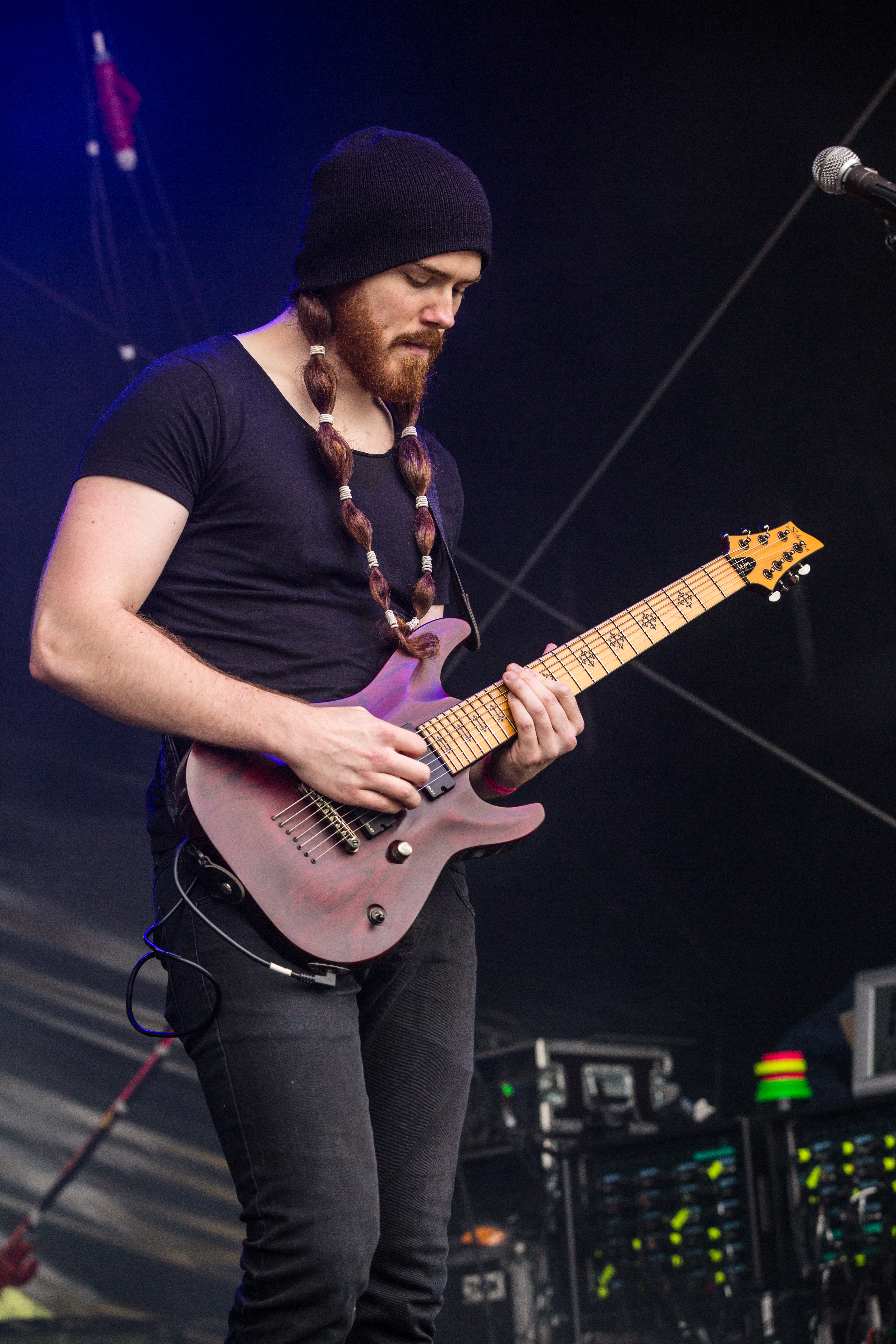
Florian Zack
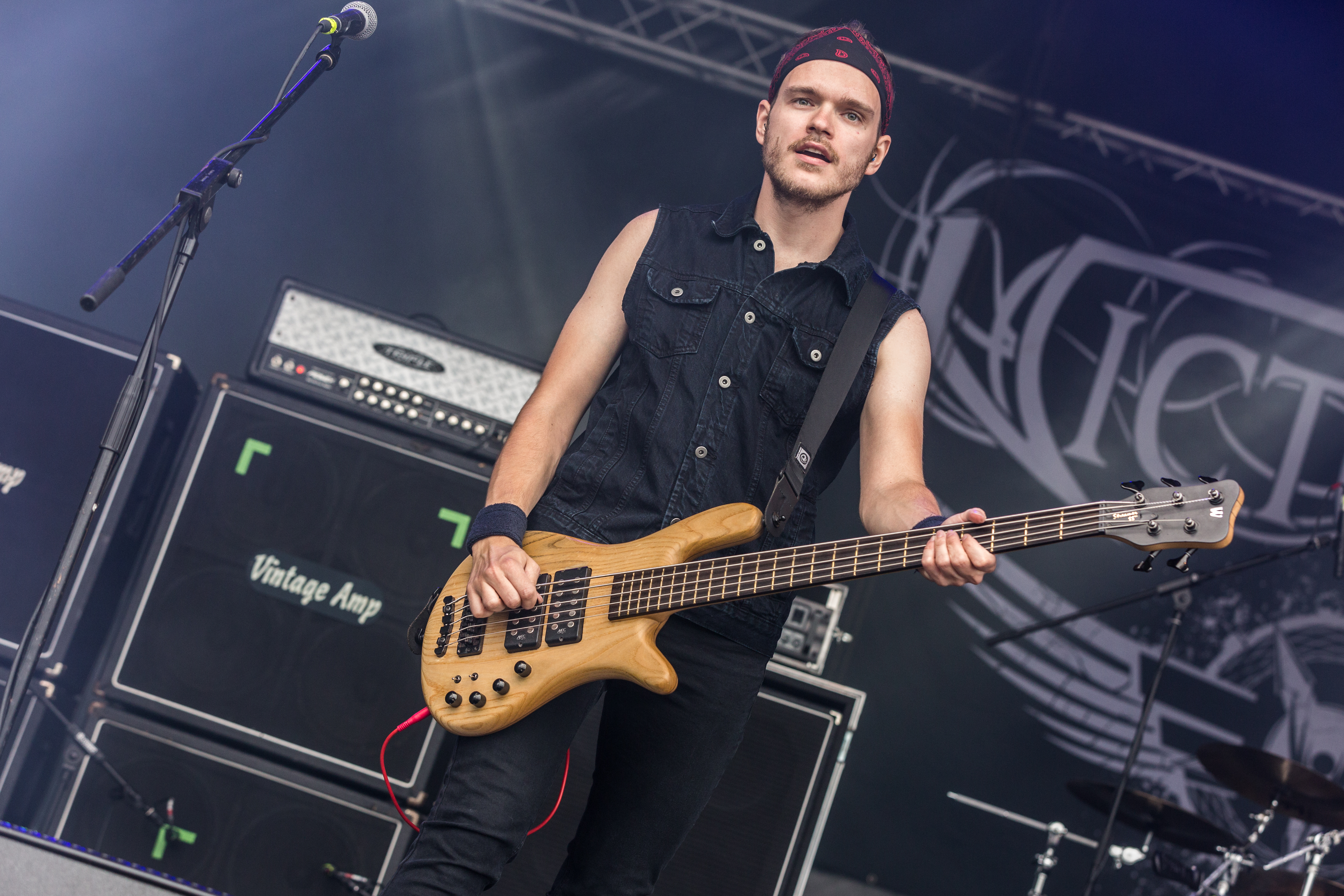
Andreas Dockhorn
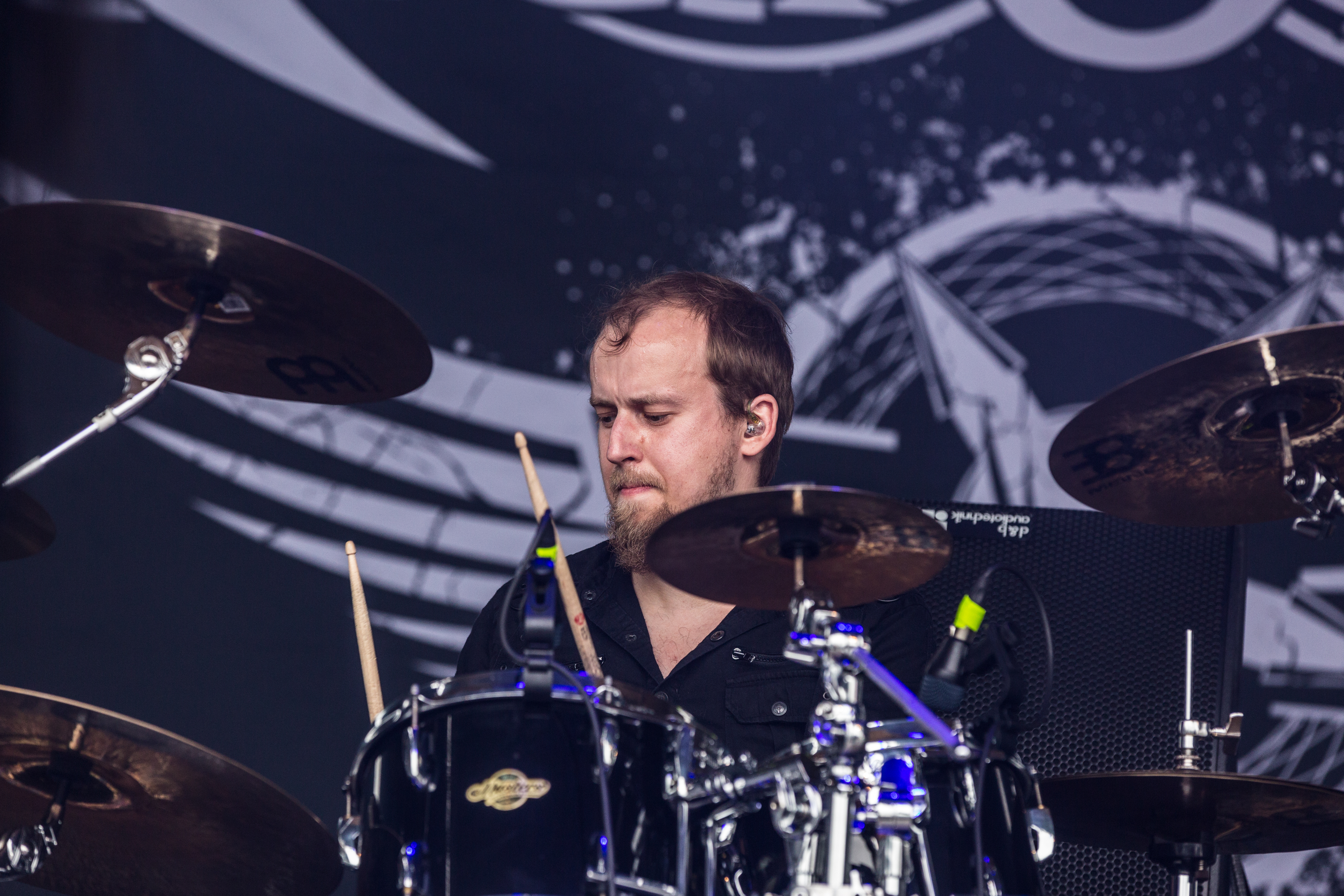
Frank Koppe

## Diskografie
Alben
- 2010: Unleash the Titans (Eigenveröffentlichung)[8]
- 2012: The Awakening (Sonic Attack / SPV)[9]
- 2014: Dreamchaser (Sonic Attack / SPV)[10]
- 2017: Heart of the Phoenix (Massacre Records)[11]
- 2020: Space Ninjas from Hell (Napalm Records)[12]
- 2022: Dinosaur Warfare Pt. 2 – The Great Ninja War (Napalm Records)[13]

EPs
- 2008: Demo 2008 (Eigenveröffentlichung)
- 2018: Dinosaur Warfare - Legend of the Power Saurus (Massacre Records)[14]